# استیپان گومبوش
استیپان گومبوش (کرواتی: Stjepan Gomboš؛ ۱۰ مارس ۱۸۹۵ – ۲۷ آوریل ۱۹۷۵) معمار اهل یوگسلاوی بود.